# Дикарево
Дикарево — деревня в Грязовецком районе Вологодской области.
Входит в состав Комьянского муниципального образования, с точки зрения административно-территориального деления — в Ведерковский сельсовет.
Расстояние до районного центра Грязовца по автодороге — 40 км, до центра муниципального образования Хорошево по прямой — 9 км. Ближайшие населённые пункты — Сычево, Щекутьево, Обериха.
По переписи 2002 года население — 15 человек.